# (38674) Těšínsko
(38674) Těšínsko, désignation internationale (38674) Tesinsko, est un astéroïde de la ceinture principale.

## Description
(38674) Tesinsko est un astéroïde de la ceinture principale. Il fut découvert le 9 août 2000 à l'Observatoire d'Ondřejov par Lenka Šarounová. Il présente une orbite caractérisée par un demi-grand axe de 2,25 UA, une excentricité de 0,23 et une inclinaison de 7,4° par rapport à l'écliptique.

## Compléments